# Hochstatt
Cet article possède un paronyme, voir Hochstett.
Hochstatt (pron. Horchtatt) est une commune française située dans la banlieue sud de Mulhouse. Elle fait partie de la circonscription administrative du Haut-Rhin et, depuis le 1er janvier 2021, du territoire de la Collectivité européenne d'Alsace, en région Grand Est.
Cette commune se trouve dans la région historique et culturelle d'Alsace.
Ses habitants sont appelés les Hochstattois et Hochstattoises.

## Géographie

Représentations cartographiques de la commune
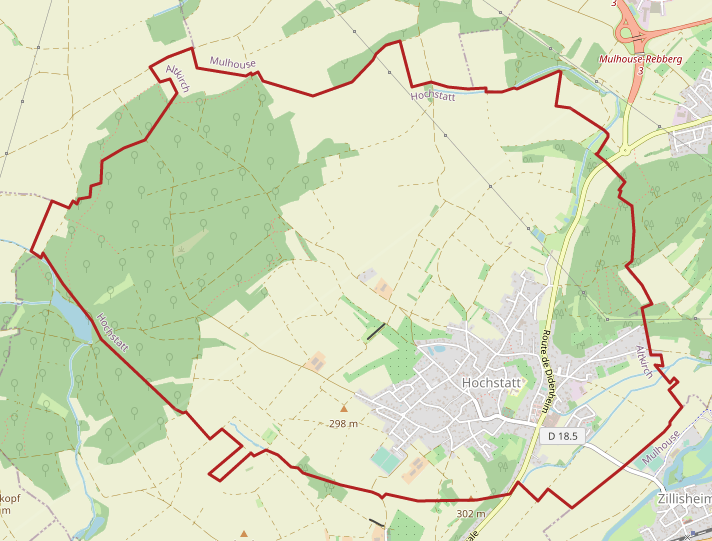
Carte OpenStreetMap.
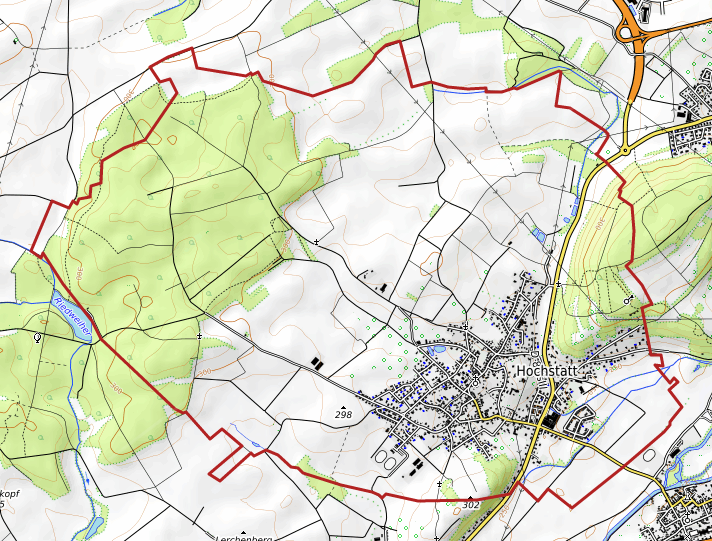
Carte topographique.

### Communes limitrophes
Les communes limitrophes sont Morschwiller-le-Bas, Heimsbrunn, Galfingue, Frœningen, Zillisheim et Brunstatt-Didenheim.
| Heimsbrunn | Morschwiller-le-Bas | Brunstatt-Didenheim |
| Galfingue  | Hochstatt           | Didenheim           |
| Frœningen  | Frœningen           | Zillisheim          |

### Hydrographie

#### Réseau hydrographique

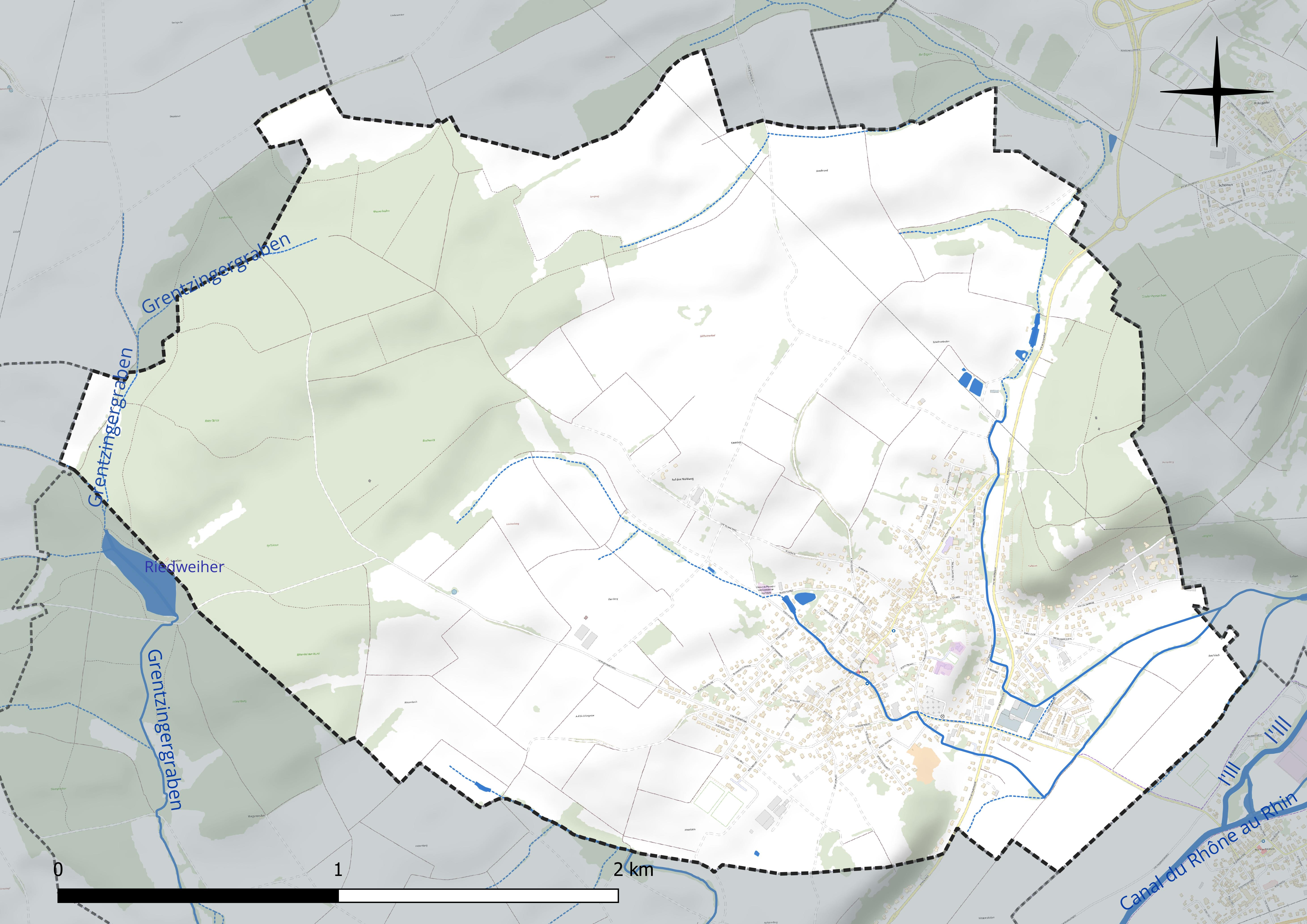
Réseau hydrographique de Hochstatt.

La commune est dans le bassin versant du Rhin au sein du bassin Rhin-Meuse. Elle est drainée par le ruisseau de l'Étang Rittweiher,.

#### Gestion et qualité des eaux
Le territoire communal est couvert par le schéma d'aménagement et de gestion des eaux (SAGE) « Largue ». Ce document de planification concerne le bassin versant de la Largue et une zone située à l'ouest du périmètre (la région de Montreux). Ce territoire s'étend sur 385 km2. Le périmètre a été arrêté le 4 mars 1996 et le SAGE proprement dit a été approuvé le 24 septembre 1999 puis révisé le 17 mai 2016. La structure porteuse de l'élaboration et de la mise en œuvre est le Syndicat mixte pour l'aménagement et la renaturation du bassin versant de la Largue et du secteur de Montreux, qui a évolué en Epage le 1er janvier 2018, sous le nom de Epage Largue. 
La qualité des cours d’eau peut être consultée sur un site dédié géré par les agences de l’eau et l’Agence française pour la biodiversité.

### Climat
Pour des articles plus généraux, voir Climat du Grand Est et Climat du Haut-Rhin.
En 2010, le climat de la commune est de type climat des marges montargnardes, selon une étude du Centre national de la recherche scientifique s'appuyant sur une série de données couvrant la période 1971-2000. En 2020, Météo-France publie une typologie des climats de la France métropolitaine dans laquelle la commune est exposée à un climat semi-continental et est dans la région climatique  Vosges, caractérisée par une pluviométrie très élevée (1 500 à 2 000 mm/an) en toutes saisons et un hiver rude (moins de 1 °C). 
Pour la période 1971-2000, la température annuelle moyenne est de 10,3 °C, avec une amplitude thermique annuelle de 17,7 °C. Le cumul annuel moyen de précipitations est de 707 mm, avec 9,2 jours de précipitations en janvier et 9,2 jours en juillet. Pour la période 1991-2020, la température moyenne annuelle observée sur la station météorologique de Météo-France la plus proche, « Mulhouse », sur la commune de Mulhouse à 7 km à vol d'oiseau, est de 11,1 °C et le cumul annuel moyen de précipitations est de 747,6 mm. 
La température maximale relevée sur cette station est de 39,4 °C, atteinte le 13 août 2003 ; la température minimale est de −21,5 °C, atteinte le 10 février 1956,,. 
Les paramètres climatiques de la commune ont été estimés pour le milieu du siècle (2041-2070) selon différents scénarios d'émission de gaz à effet de serre à partir des nouvelles projections climatiques de référence DRIAS-2020. Ils sont consultables sur un site dédié publié par Météo-France en novembre 2022.

## Urbanisme

### Typologie
Au 1er janvier 2024, Hochstatt est catégorisée ceinture urbaine, selon la nouvelle grille communale de densité à sept niveaux définie par l'Insee en 2022.
Elle appartient à l'unité urbaine de Hochstatt, une agglomération intra-départementale regroupant deux  communes, dont elle est ville-centre,,. Par ailleurs la commune fait partie de l'aire d'attraction de Mulhouse, dont elle est une commune de la couronne,. Cette aire, qui regroupe 132 communes, est catégorisée dans les aires de 200 000 à moins de 700 000 habitants,.

### Occupation des sols

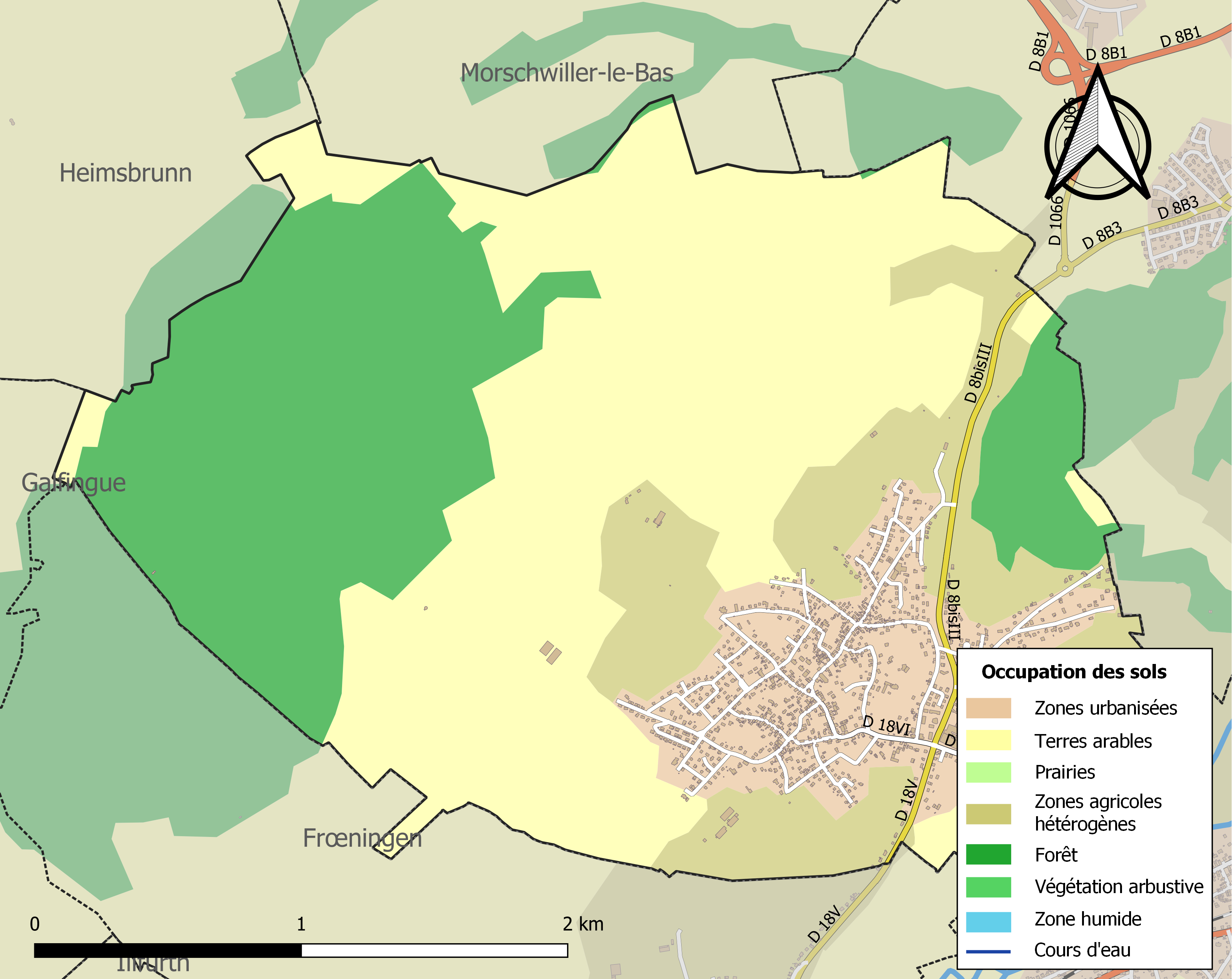
Carte des infrastructures et de l'occupation des sols de la commune en 2018 (CLC).

L'occupation des sols de la commune, telle qu'elle ressort de la base de données européenne d’occupation biophysique des sols Corine Land Cover (CLC), est marquée par l'importance des territoires agricoles (59,1 % en 2018), en diminution par rapport à 1990 (62,5 %). La répartition détaillée en 2018 est la suivante : 
terres arables (41,8 %), forêts (27,8 %), zones agricoles hétérogènes (17,3 %), zones urbanisées (13,1 %). L'évolution de l’occupation des sols de la commune et de ses infrastructures peut être observée sur les différentes représentations cartographiques du territoire : la carte de Cassini (XVIIIe siècle), la carte d'état-major (1820-1866) et les cartes ou photos aériennes de l'IGN pour la période actuelle (1950 à aujourd'hui).

## Histoire
Dès le XIe siècle, Hochstatt relève du comté de Ferrette. Aux XIIe et XIIIe siècles, une famille noble, vassale des Ferrette, y réside. Le village est bientôt si important, qu’il constitue à lui seul une mairie de la seigneurie d’Altkirch. Au XVe siècle, le fief de Hochstatt compte 238 maisons, chiffre considérable pour l’époque.

### Héraldique
| Blason de Hochstatt | Les armes de Hochstatt se blasonnent ainsi : « De gueules à deux clés d'argent, rangées en pal, les pannetons en dedans vers la pointe. » |

La commune possédait ces armoiries dès la fin du XVIIe siècle. Les clés sont celles de saint Pierre auquel est dédiée la chapelle du village.

## Politique et administration

### Liste des maires
| Période                                  | Période                       | Identité            | Étiquette | Qualité |
| ---------------------------------------- | ----------------------------- | ------------------- | --------- | --- |
| Les données manquantes sont à compléter. |                               |                     |           | |
| 1792                                     | 1796                          | Jean Neyer          |           | |
| 1796                                     | 1797                          | Jean Adam Foltzer   |           | |
| 1797                                     | 1815                          | Jacques Higelin     |           | |
| 1815                                     | 1816                          | Joseph Foltzer      |           | |
| 5 mars 1816                              | 12 mars 1816                  | Antoine Schyrr      |           | |
| 1816                                     | 1826                          | Joseph Foltzer      |           | |
| 1826                                     | 1828                          | Charles Brunner     |           | |
| 1828                                     | 1830                          | Nicolas Claden      |           | |
| 1830                                     | 1843                          | Joseph Foltzer      |           | |
| 1843                                     | 1855                          | Ignace Muller       |           | |
| 1855                                     | 1857                          | Jean Deyber         |           | |
| 1857                                     | 1859                          | Jean Oswald         |           | |
| 1859                                     | 1866                          | Jean Gerber         |           | |
| 1866                                     | 1881                          | Jacques Gaugler     |           | |
| 1881                                     | 1891                          | Joseph Claden       |           | |
| 1891                                     | 1908                          | Émile Riedinger     |           | |
| 1908                                     | 1919                          | Jean Eichinger      |           | |
| 1919                                     | 1935                          | Louis Haenlin       |           | |
| 1935                                     | 1935                          | Émile Osswald       |           | |
| 1935                                     | 1967                          | Antoine Stoffel     |           | |
| 1967                                     | mars 1977                     | Jean-Paul Weissbeck |           | |
| mars 1977                                | mars 1983                     | Raymond Gully       |           | |
| mars 1983                                | juin 1995                     | Hubert Marschall    |           | |
| juin 1995                                | mai 2020                      | Michel Willemann    | UDI       | Technicien en bâtiment Président de la CC du secteur d'Illfurth (2014 → 2016) Président de la CC Sundgau (2017 → 2020) |
| mai 2020                                 | En cours (au 19 janvier 2021) | Matthieu Hecklen    |           | Responsable de production, ancien 1er adjoint                                                                          |

## Démographie
L'évolution du nombre d'habitants est connue à travers les recensements de la population effectués dans la commune depuis 1793. Pour les communes de moins de 10 000 habitants, une enquête de recensement portant sur toute la population est réalisée tous les cinq ans, les populations de référence des années intermédiaires étant quant à elles estimées par interpolation ou extrapolation. Pour la commune, le premier recensement exhaustif entrant dans le cadre du nouveau dispositif a été réalisé en 2007.

En 2022, la commune comptait 2 175 habitants, en évolution de +2,64 % par rapport à 2016 (Haut-Rhin : +0,66 %, France hors Mayotte : +2,11 %).
| 1793 | 1800 | 1806 | 1821 | 1831  | 1836  | 1841  | 1846  | 1851  |
| ---- | ---- | ---- | ---- | ----- | ----- | ----- | ----- | ----- |
| 813  | 927  | 907  | 974  | 1 068 | 1 146 | 1 241 | 1 252 | 1 312 |

| 1856  | 1861  | 1866  | 1871  | 1875  | 1880  | 1885  | 1890  | 1895  |
| ----- | ----- | ----- | ----- | ----- | ----- | ----- | ----- | ----- |
| 1 270 | 1 320 | 1 341 | 1 310 | 1 273 | 1 241 | 1 326 | 1 334 | 1 308 |

| 1900  | 1905  | 1910  | 1921  | 1926  | 1931  | 1936  | 1946  | 1954  |
| ----- | ----- | ----- | ----- | ----- | ----- | ----- | ----- | ----- |
| 1 279 | 1 235 | 1 207 | 1 018 | 1 090 | 1 096 | 1 117 | 1 092 | 1 066 |

| 1962  | 1968  | 1975  | 1982  | 1990  | 1999  | 2006  | 2007  | 2012  |
| ----- | ----- | ----- | ----- | ----- | ----- | ----- | ----- | ----- |
| 1 113 | 1 168 | 1 576 | 1 913 | 1 831 | 1 876 | 2 053 | 2 078 | 2 085 |

| 2017  | 2022  | - | - | - | - | - | - | - |
| ----- | ----- | - | - | - | - | - | - | - |
| 2 143 | 2 175 | - | - | - | - | - | - | - |

## Lieux et monuments
- Chapelle de 1781 - Grand’Rue – édifiée par un villageois en guise d’ex-voto.
- Croix du Geisbuhl de 1803 – à l’ouest du village, direction Galfingue, en lisière de forêt ; l’une des belles croix, parmi d’autres calvaires érigés alentour, elle a été érigée pour bénéficier d'une indulgence[24].

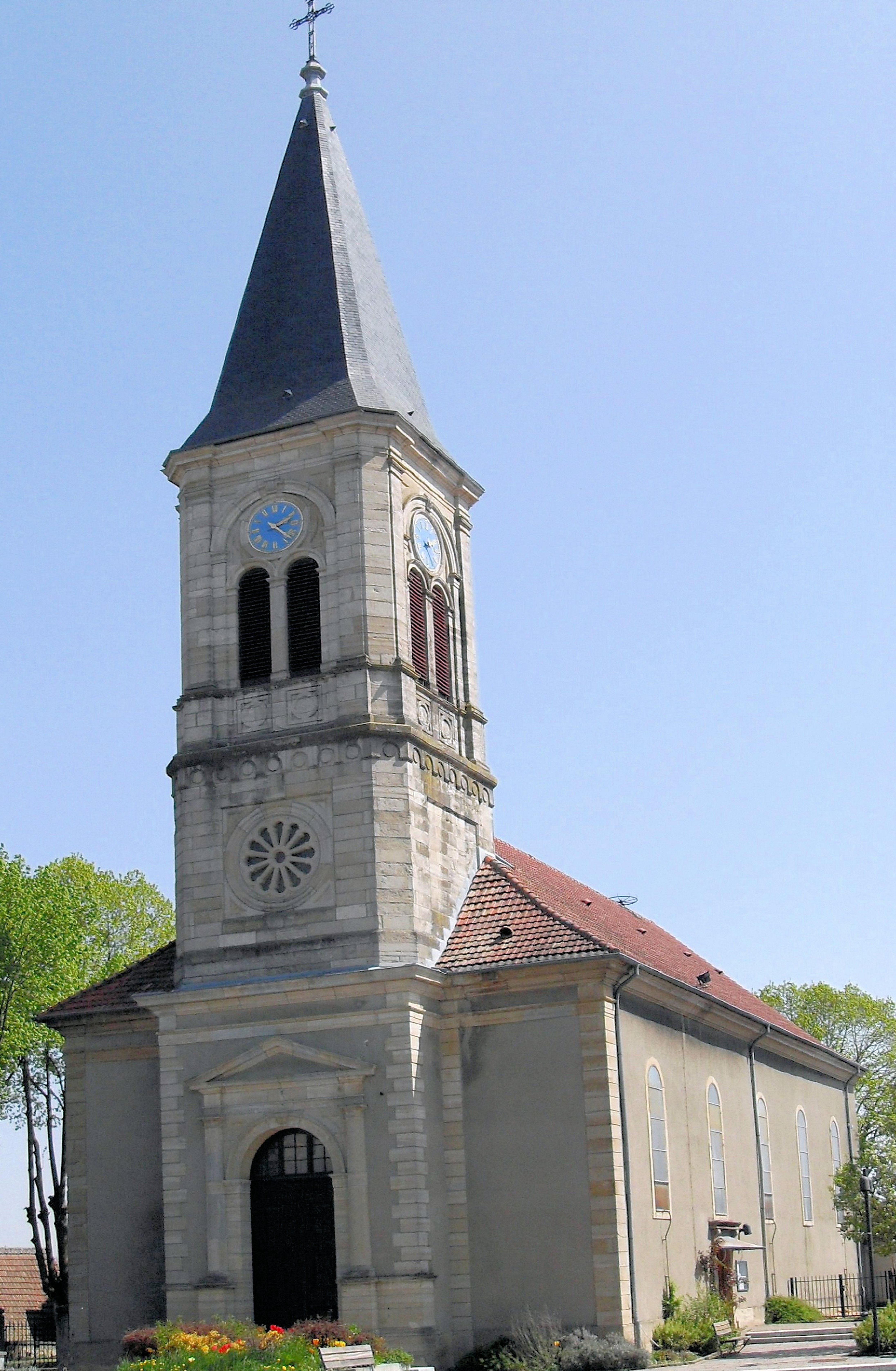
L'église Saint-Pierre-et-Saint-Paul.

- Église Saint-Pierre-et-Saint-Paul – l’éloignement de Didenheim, paroisse d’origine, incite fin du XVIe siècle à la construction d’une église à Hochstatt. Celle-ci obtient en 1626 la présence d’un vicaire résident, puis devient paroisse autonome en 1731. Devenu trop étroit, l’édifice est rebâti en 1832. On y remarque entre autres une clef de voûte en grès rose de l’ancien édifice du XVIIIe à l’entrée du chœur, et l’orgue Callinet datant de 1836.

## Personnalités liées à la commune
- Alfons Hitter (1892-1968), Generalleutnant de la Wehrmacht